# Colactis protenta
Colactis protenta är en mångfotingart som beskrevs av Loomis 1937. Colactis protenta ingår i släktet Colactis och familjen Schizopetalidae. Inga underarter finns listade i Catalogue of Life.